# Ото фон Кнобелсдорф
Ото фон Кнобелсдорф (на немски: Otto von Knobelsdorff) (1886 – 1966) е немски генерал и командир на танкови войски, който служи по време на Втората световна война.

## Награди
- Австро-Унгарски „Кръст за военни заслуги“, III степен с военна декорация и мечове
- Танкова значка (Сребърна)
- Значка за раняване (Черна)
- Железен кръст – II и I степен (1939 г.)
- Рицарски кръст с дъбови листа, мечове
  - Ностиел на Рицарски кръст на (17 септември 1941 г.) както Генерал-лейтенант и командир на 19-а танкова дивизия[1]
  - Ностиел на дъбови листа №322 (12 ноември 1943 г.) Генерал от танковите войски и командир на 48-и танков корпус[1]
  - Ностиел на мечове №100 (21 септември 1944 г.) като Генерал от танковите войски и командир на 40-и танков корпус[1]